# Parafia św. Marii Magdaleny we Frączkach
Parafia św. Marii Magdaleny we Frączkach – parafia rzymskokatolicka, znajdująca się w archidiecezji warmińskiej, w dekanacie Dobre Miasto. Samodzielna parafia została utworzona w 1905 roku.

## Proboszczowie
- ks. Arkadiusz Rzodkiewicz (od 1994)
- ks. Ryszard Lichota (do 2008)
- ks. kan. Waldemar Cybulski (2008–2019)
- ks. Mariusz Dąbrowski (2019–nadal)